# Област Софија
Област Софија или област Софија-град (буг. област София или област София-град), налази се у западном делу Бугарске. Ова област заузима површину од 1.348,9 km² и има 1.291.591 становника. Административни центар области је град Софија.

## Списак насељених места у области Софија
Градови су подебљани

### Општина Софија
Балша,
Банкја,
Бистрица,
Бусманци,
Бухово,
Владаја,
Војнеговци,
Волујак,
Герман,
Горни Богров,
Доброславци,
Долни Богров,
Долни Пасарел,
Железница,
Желјава,
Житен,
Ивањане,
Јана,
Казичене,
Клисура,
Кокаљане,
Кривина,
Кубратово,
Кутина,
Лозен,
Локорско,
Мало Бучино,
Мировјане,
Мрамор,
Мрчаево,
Негован,
Нови Искар,
Панчарево,
Плана,
Подгумер,
Световрачене,
Софија,
Чепинци